# Kheira Haddouche
Pour les articles homonymes, voir Haddouche.
Kheira Haddouche, née le 7 mars 1989, est une karatéka algérienne.

## Carrière
Kheira Haddouche est médaillée d'or en kata par équipes aux Jeux africains de 2007 à Alger. 
Elle est médaillée de bronze en kata individuel aux Championnats d'Afrique de karaté 2008 à Cotonou.